# Festival Internacional Starmus

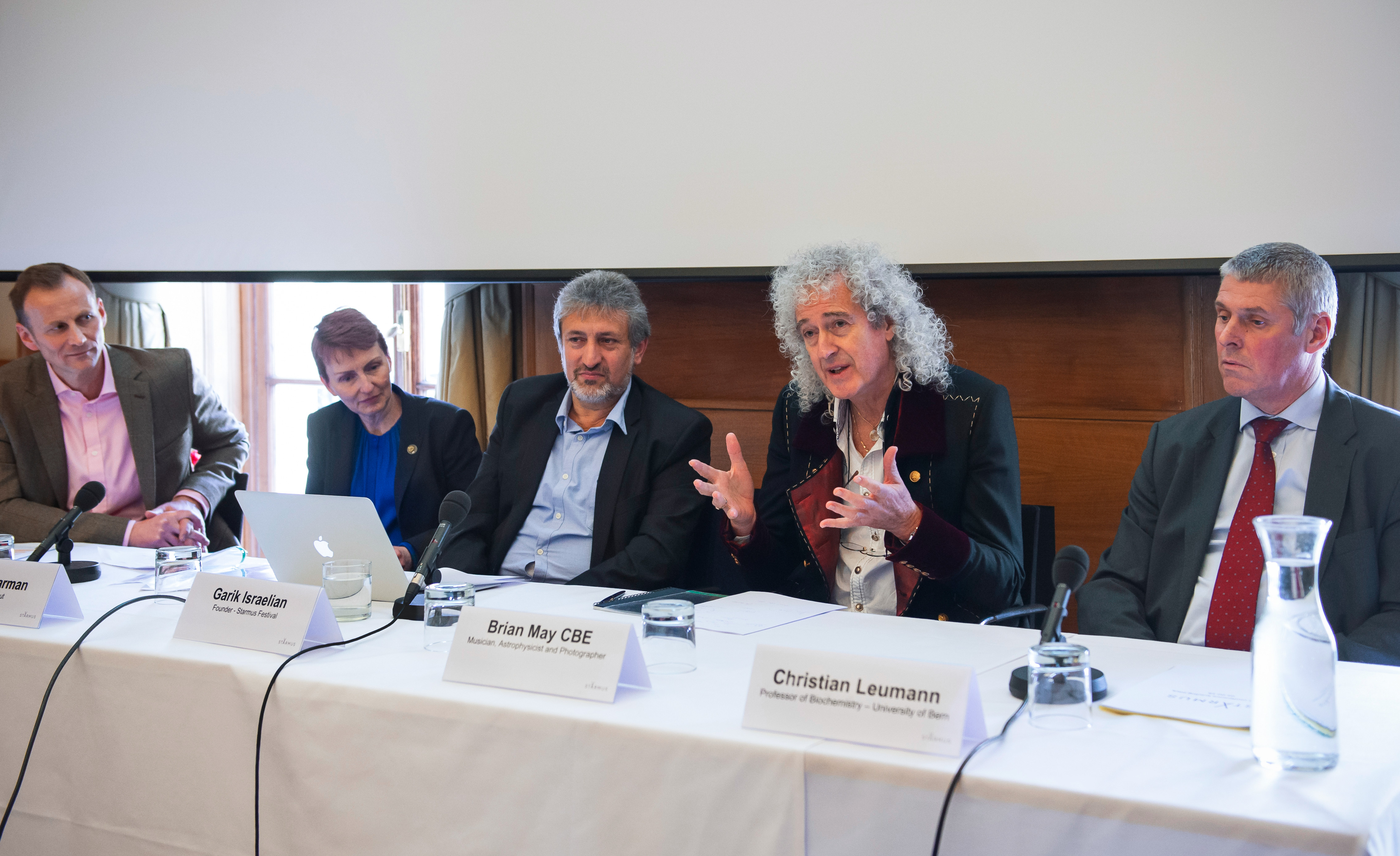
Festival Internacional Starmus

El Festival Internacional Starmus es un festival dedicado a la astronomía y temas relacionados que se celebra cada año en la isla de La Palma (España). Atrae a algunas de las figuras más representativas del mundo en los campos de la astronomía, la exploración espacial y la ciencia biológica

## Historia
El Festival Starmus fue iniciado por Garik Israelian. El festival inaugural se celebró en 2011, y desde entonces ha crecido hasta convertirse en uno de los festivales astronómicos más importantes del mundo.
El festival se describe como un evento en el que «las mentes más grandes en la exploración del espacio, la astronomía, la cosmología y la ciencia planetaria, se reúnen para una semana de conversaciones increíbles, de intercambio de información, y de valoración de los conocimientos que tenemos del espacio y el universo».
Las tres primeras ediciones tuvieron lugar en Tenerife y La Palma (Islas Canarias, España). Sin embargo, debido a la falta de apoyo financiero, especialmente por parte de las empresas privadas, el festival anunció que la cuarta edición se desplazaría a Trondheim (Noruega).
La sexta edición estuvo prevista entre el 6 y el 11 de septiembre de 2021 en Ereván (Armenia), pero se acabó posponiendo a septiembre de 2022 debido a la pandemia de COVID-19 y a las restricciones en los viajes derivadas de la misma. El tema principal de esta edición fue la exploración de Marte.
| Edición     | Fechas                           | Lugar                        | Tema (en inglés)                                | Tema (en español)                                  |
| ----------- | -------------------------------- | ---------------------------- | ----------------------------------------------- | -------------------------------------------------- |
| Starmus I   | 20 a 25 de junio de 2011         | Tenerife y La Palma (España) | 50 Years of Man in Space                        | 50 años del hombre en el espacio                   |
| Starmus II  | 22 a 27 de septiembre de 2014    | Tenerife y La Palma (España) | Beginnings. The Making of the Modern Cosmos     | Los orígenes: cómo se hizo el cosmos moderno       |
| Starmus III | 27 de junio a 2 de julio de 2016 | Tenerife y La Palma (España) | Beyond the Horizon – Tribute to Stephen Hawking | Más allá del horizonte – Tributo a Stephen Hawking |
| Starmus IV  | 18 a 23 de junio de 2017         | Trondheim (Noruega)          | Life and the Universe                           | La vida y el universo                              |
| Starmus V   | 24 a 29 de junio de 2019         | Zúrich (Suiza)               | A Giant Leap                                    | Un salto gigante                                   |
| Starmus VI  | 5 a 10 de septiembre de 2022     | Ereván (Armenia)             | 50 Years on Mars                                | 50 años en Marte                                   |

## Personalidades ilustres
Entre las personalidades ilustres que han participado en el festival, destacan:
- Alekséi Leónov
- George Smoot
- Robert W. Wilson
- Harold Kroto
- Brian May
- Richard Dawkins
- Neil Armstrong
- Stephen Hawking